# Aechmea fasciata
Aechmea fasciata é uma espécie de planta da família das bromeliáceas, típicas da restinga da costa do Atlântico. Cresce no Brasil, especialmente no estado da Bahia. É muito usada como planta ornamental.

## Sinônimos
- Aechmea fasciata var. flavivittata Reitz
- Aechmea fasciata var. pruinosa Reitz
- Aechmea fasciata var. purpurea (Guillon) Mez
- Aechmea hamata Mez
- Aechmea leopoldii Baker
- Aechmea rhodocyanea (Lem.) Wawra ex Mez
- Billbergia fasciata Lindl.
- Billbergia glazioviana Regel
- Billbergia rhodocyanea Lem.
- Billbergia rhodocyanea var. purpurea Guillon
- Hohenbergia fasciata (Lindl.) Schult. & Schult.f.
- Hoplophytum fasciatum (Lindl.) Beer
- Platyaechmea fasciata (Lindl.) L.B.Sm. & W.J.Kress
- Platyaechmea fasciata var. flavivittata (Reitz) L.B.Sm. & W.J.Kress
- Platyaechmea fasciata var. pruinosa (Reitz) L.B.Sm. & W.J.Kress
- Platyaechmea fasciata var. purpurea (Guillon) L.B.Sm. & W.J.Kress
- Tillandsia bracteata Vell.